# Mike Collins (Eishockeyspieler)
Michael „Mike“ Collins (* 25. Mai 1990 in Boston, Massachusetts) ist ein ehemaliger US-amerikanischer Eishockeyspieler, der im Verlauf seiner aktiven Karriere zwischen 2010 und 2020 unter anderem 269 Spiele für die Krefeld Pinguine und den ERC Ingolstadt in der Deutschen Eishockey Liga (DEL) auf der Position des linken Flügelstürmers bestritten hat. Zudem verbrachte Collins eine Spielzeit bei den Kassel Huskies in der DEL2.

## Karriere
Collins begann seine Karriere in der Saison 2008/09 bei den Vernon Vipers in der kanadischen Juniorenliga British Columbia Hockey League (BCHL) und gewann dort mit seiner Mannschaft in den Jahren 2009 und 2010 die Meisterschaft in Form des Fred Page Cups. Zudem wurde er im Jahr 2009 Topscorer des Royal Bank Cup. Zwischen 2010 und 2014 stand der Flügelstürmer für die Universitätsmannschaft des Merrimack College in der Hockey East, die in den Spielbetrieb der National Collegiate Athletic Association (NCAA) eingegliedert ist, auf dem Eis. Dort konnte der Angreifer mit soliden Offensivwerten überzeugen und erhielt im März 2014 einen Probevertrag (try-out) von den Providence Bruins aus der American Hockey League (AHL). Nach lediglich vier Partien wechselte er innerhalb der Liga zu den Iowa Wild, blieb jedoch auch dort ohne Scorerpunkte.
Im Sommer 2014 entschied sich Collins für einen Wechsel nach Europa und spielte in der Saison 2014/15 für die Kassel Huskies in der DEL2. In Kassel avancierte der Stürmer mit 27 Treffern sowie 54 Torvorlagen zum offensivstärksten Akteur der Liga und wurde daraufhin im Juni 2015 von den Krefeld Pinguinen aus der Deutschen Eishockey Liga (DEL) verpflichtet. In seiner ersten DEL-Saison 2015/16 erreichte er 25 Punkte und war in seiner zweiten Spielzeit 2016/17 für den Verein aus Krefeld mit 16 Toren (35 Punkte) dessen erfolgreichster Torjäger. Trotzdem kam es zu keiner weiteren Vertragsverlängerung bei den Pinguinen. Im Juni 2017 wechselte Collins innerhalb der DEL zum ERC Ingolstadt. In seiner ersten Spielzeit für die Ingolstädter war er hinter Darin Olver punktbester Spieler seiner Mannschaft, so dass sein Vertrag zum Saisonende um weitere zwei Jahre verlängert wurde. Die folgende Saison 2018/19 erzielte Collins 45 Punkten (20 Toren) und wurde damit erfolgreichster Scorer und Torjäger seines Teams nach der Vorrunde. Im Sommer 2020 beendete der 30-jährige US-Amerikaner seine aktive Karriere.

## Erfolge und Auszeichnungen
| - 2009 Fred-Page-Cup-Gewinn mit den Vernon Vipers - 2009 Topscorer des Royal Bank Cup - 2010 Fred-Page-Cup-Gewinn mit den Vernon Vipers - 2011 Hockey East All-Rookie Team | - 2013 Hockey East First All-Star Team - 2013 NCAA East Second All-American Team - 2015 Topscorer der DEL2-Hauptrunde |

## Karrierestatistik
(Legende zur Spielerstatistik: Sp oder GP = absolvierte Spiele; T oder G = erzielte Tore; V oder A = erzielte Assists; Pkt oder Pts = erzielte Scorerpunkte; SM oder PIM = erhaltene Strafminuten; +/− = Plus/Minus-Bilanz; PP = erzielte Überzahltore; SH = erzielte Unterzahltore; GW = erzielte Siegtore; 1 Play-downs/Relegation; Kursiv: Statistik nicht vollständig)